# 도암역
도암역(道岩驛)은 당시 경상북도 김천군(현 김천시) 어모면 도암동에 있었던 경북선의 역이다. 가정거장으로 영업을 개시하였다가, 승차 인원이 하루 대여섯 명 수준으로 매우 저조하여 1927년 1월 1일에 폐지되었다.

## 연혁
- 1926년 5월 14일 : 가정거장으로 영업 개시[1]
- 1927년 1월 1일 : 폐지[1]